# Kelet-ukrajnai háború
A kelet-ukrajnai háború 2014. március elején kirobbant fegyveres konfliktus Ukrajna keleti részén, amely a 2014-es ukrán forradalom és az Euromajdan mozgalom tevékenysége nyomán oroszbarát és kormányellenes csoportok tüntetéseivel kezdődött a Donecki és a Luhanszki területen. Ezek a demonstrációk egy szélesebb kelet- és dél-ukrajnai oroszbarát tiltakozó hullám részei voltak, és fegyveres konfliktussá eszkalálódtak a Donyecki és a Luganszki Népköztársaság szeparatista erői és az ukrán kormány között. A felső vezetés augusztusi lecserélése előtt a szeparatistákat nagyrészt orosz állampolgárok vezették. A különböző jelentések szerint a felkelők 15–80%-a orosz paramilitáris alakulatokból áll.
Augusztus 22. és 25. között a jelentések szerint orosz tüzérség, személyzet és egy humanitárius konvoj lépett be ukrán területre az ukrán kormány engedélye nélkül. Ezekre a határátlépésekre részben az oroszbarát fegyveresek által ellenőrzött területeken, részben azon kívül (például a Donecki terület délkeleti részén, Novoazovszk mellett) került sor. Az ezt megelőző hónap folyamán az ukrán állásokat a jelentések szerint orosz területről érte tüzérségi támadás. Valentin Nalivajcsenko, az Ukrán Biztonsági Szolgálat vezetője szerint Ukrajna az augusztus 22-i eseményeket „Ukrajna elleni közvetlen orosz inváziónak” tekinti. Nyugati és ukrán hivatalnokok ezeket az eseményeket Ukrajna elleni orosz „lopakodó invázióként” írták le.

## Történelem

### Augusztusi oroszbarát támadás
2014 augusztusában az oroszbarát szeparatisták támadást indítottak, melynek során elfoglalták többek között Novoazovszk városát. Petro Porosenko ukrán elnök szerint Oroszország inváziót indított Délkelet-Ukrajnában. Ezt – első orosz forrásként – Ella Poljakova, Vlagyimir Putyin orosz államfő tanácsadó testületének tagja is megerősítette, a szeparatisták és a hivatalos orosz álláspont azonban tagadja: orosz álláspont szerint tíz eltévedt határőr katonán kívül nincsenek orosz csapatok Kelet-Ukrajnában, míg Alekszandr Zaharcsenko szerint mintegy 4000, szabadságát töltő orosz katona harcol önkéntesként a felkelők oldalán.

### Szeptemberi tűzszüneti megállapodás
A minszki jegyzőkönyv egy 2014. szeptember 5-én tető alá hozott tűzszüneti megállapodás Ukrajna, illetve az oroszbarát szakadár, nemzetközileg el nem ismert de facto államok, a Donyecki Népköztársaság és a Luganszki Népköztársaság között, amely kísérlet volt a kelet-ukrajnai háború eszkalálódásának megakadályozására. Az egyezményt Minszkben, Fehéroroszország fővárosában írták alá a háborús felek az Európai Biztonsági és Együttműködési Szervezet (EBESZ) égisze alatt. A jegyzőkönyv nem váltotta be a hozzá fűzött reményeket, a harcok 2015 januárjában kiújultak.

### Kiújuló harcok 2015 elején
2015 januárjára a két fél közötti tűzszüneti megállapodások teljes mértékben összeomlottak, a hadi cselekmények intenzitása kiújult. Miután az ukránok elveszítették a donyecki repülőteret, Eduard Baszurin, a Donyecki Népköztársaság szóvivője január 23-án kijelentette,  hogy a „minszki memorandumot a maguk részéről a korábban már elfogadott formájában nem veszik figyelembe”. Még aznap a szakadár entitás elnöke, Zaharcsenko azt mondta, hogy a „Donyecki Népköztársaság többé nem törekszik a tűzszünetre”, s az oroszbarát erők „támadást indítanak egészen a Donbasz régió határáig”. A The New York Times cikkében szintén leszögezte, hogy a tűzszüneti megállapodásnak teljes mértékben vége.
A harci övezetben zajló egyre növekvő erőszak közepette a háromoldalú kapcsolattartó csoport újabb minszki tárgyalást kezdeményezett január 31-re. Az EBESZ, Ukrajna és Oroszország képviselői a belarusz fővárosba utaztak, ám a két népköztársaság részéről a jegyzőkönyv aláírói nem voltak jelen, az új képviselők a jegyzőkönyv és a memorandum felülbírálatát követelték az új politikai-katonai helyzet szerint, így a tárgyalások nem vezettek eredményre, a találkozót elnapolták. 
2015. február 12-én német–francia közvetítéssel egy második tűzszüneti megállapodást fogadtak el a harcoló felek Minszkben, amelynek 13 pontja számos módosítással járt a szeptemberi egyezményhez képest.

### Februári tűzszüneti megállapodás
A 2015-ös minszki jegyzőkönyv, vagy röviden Minszk II egy 2015. február 11-én megkötött tűzszüneti megállapodás Ukrajna, illetve az oroszbarát szakadár, nemzetközileg el nem ismert de facto államok, a Donyecki Népköztársaság és a Luganszki Népköztársaság között, miután a 2014 szeptemberében tető alá hozott első megállapodás kudarcba fulladt a harcok kiújulásával 2015 januárjában.

### Lépés a béke felé
A kelet-ukrajnai fegyveres konfliktus rendezésére összehívott párizsi csúcsértekezlet keretében megállapodás született egy újabb, „mindenkit mindenkire” elv alapján történő fogolycsere tető alá hozásáról december 31-ig – jelentette be Volodimir Zelenszkij ukrán elnök 2019. december 9-én éjjel Párizsban, a találkozó végeztével tartott sajtótájékoztatóján.

### A háború 6. éve
Az oroszbarát lázadók az ukrán hadsereg egy előretolt állását rohamozták meg, és egy időre el is foglalták, de az ukrán tüzérség visszaverte őket. 
A Luganszki Népköztársaság milíciája szerint egy ukrán diverzáns-felderítő csapat tévedt aknamezőre, ez váltotta ki a tűzharcot.
Kijevi közlések szerint a harcokban egy ukrán katona elesett, négyen megsebesültek, a lázadók közül pedig négyen haltak meg, hatan megsebesültek.
A lázadók nehézfegyvereknek is birtokában vannak, és nyugati megfigyelők szerint hivatásos orosz katonák harcolnak a soraikban.
A harcok ugyanolyan intenzívek voltak, mint a kelet-ukrajnai háború csúcspontján, 2015-ben.

## Lásd még
- Harkovi Népköztársaság
- Odesszai Népköztársaság

## Fordítás
- Ez a szócikk részben vagy egészben a War in Donbass című angol Wikipédia-szócikk ezen változatának fordításán alapul.  Az eredeti cikk szerkesztőit annak laptörténete sorolja fel. Ez a jelzés csupán a megfogalmazás eredetét és a szerzői jogokat jelzi, nem szolgál a cikkben szereplő információk forrásmegjelöléseként.